# Эль-Сентро
Эль-Сентро (англ. El Centro) — город на юго-востоке штата Калифорния (США). Административный центр округа Империал. В 2010 году в городе проживали 42 598 человек. Город входит в агломерацию Эль-Сентро с населением 181 800.
В городе находится колледж долины Империал. Большое количество жителей живут в США и Мексике и часто пересекают границу. Вблизи Эль-Сентро находятся дюны Альгодон.

## Географическое положение
По данным Бюро переписи населения США Эль-Сентро имеет площадь 28,9 квадратных километров. Он расположен в 16 км от границы с Мексикой, в 200 км к востоку от Сан-Диего. Город находится ниже уровня моря на 15 метров.

## История
Город был основан в 1905 году как железнодорожная станция. В 1906 году его земля была выкуплена Холтом и Баркером, которые инвестировали в строительство населённого пункта. Эль-Сентро развивался как торговый центр долины Империал. Он был инкорпорирован в 1908 году.

## Население
| Год переписи | Нас.  |  | %±     |
| ------------ | ----- |  | ------ |
| 1910         | 1618  |  | —      |
| 1920         | 5790  |  | 257,8% |
| 1930         | 8437  |  | 45,7%  |
| 1940         | 10174 |  | 20,6%  |
| 1950         | 12548 |  | 23,3%  |
| 1960         | 16830 |  | 34,1%  |
| 1970         | 19973 |  | 18,7%  |
| 1980         | 24829 |  | 24,3%  |
| 1990         | 32192 |  | 29,7%  |
| 2000         | 37294 |  | 15,8%  |
| 2010         | 42598 |  | 14,2%  |
| 2018         | 44120 |  | 3,6%   |

По данным переписи 2010 года население Эль-Сентро составляло 42 598 человек (из них 48,6 % мужчин и 51,4 % женщин), в городе было 13 108 домохозяйств и 10 210 семей. Расовый состав: белые — 59,6 %, коренные американцы — 1,3 % афроамериканцы — 2,5 %, азиаты — 2,3 % и представители двух и более рас — 5,2 %. 81,6 % населения города — латиноамериканцы (78,0 % мексиканцев).
Население города по возрастному диапазону по данным переписи 2010 года распределилось следующим образом: 29,7 % — жители младше 18 лет, 5,2 % — между 18 и 21 годами, 54,4 % — от 21 до 65 лет и 10,7 % — в возрасте 65 лет и старше. Средний возраст населения — 31,8 года. На каждые 100 женщин в Эль-Сентро приходилось 94,7 мужчин, при этом на 100 совершеннолетних женщин приходилось уже 90,3 мужчин сопоставимого возраста.
Из 13 108 домохозяйств 77,9 % представляли собой семьи: 50,0 % совместно проживающих супружеских пар (24,9 % с детьми младше 18 лет); 21,7 % — женщины, проживающие без мужей и 6,2 % — мужчины, проживающие без жён. 22,1 % не имели семьи. В среднем домохозяйство ведут 3,19 человека, а средний размер семьи — 3,64 человека. В одиночестве проживали 18,8 % населения, 7,7 % составляли одинокие пожилые люди (старше 65 лет).

## Экономика
В 2017 году из 32 459 человек старше 16 лет имели работу 15 535. При этом мужчины имели медианный доход в 44 193 долларов США в год против 36 732 долларов среднегодового дохода у женщин. В 2016 году медианный доход на семью оценивался в 50 523 $, на домохозяйство — в 43 581 $. Доход на душу населения — 18 825 $ в год. 20,9 % от всего числа семей в Эль-Сентро и 24,9 % от всей численности населения находилось на момент переписи за чертой бедности.